# Mr. Deeds
Mr. Deeds és una pel·lícula estatunidenca dirigida per Steven Brill, estrenada el 2002 i doblada al català És una nova versió de la pel·lícula també estatunidenca Mr. Deeds Goes to Town (El senyor Deeds va a la ciutat, 1936), de Frank Capra.

## Argument
Deeds, un jove ingenu, aconsegueix l'admiració de la població de Mandrake Falls recitant els seus estranys poemes. Però hereta un dia del seu oncle, del qual ignorava l'existència, un imperi industrial de 40.000 milions de dòlars ! Es retroba llavors a Nova York al cor d'un univers del qual ignora les regles.

## Repartiment
- Adam Sandler: Longfellow Deeds
- Winona Ryder: Babe Bennett
- John Turturro: Emilio Lopez
- Allen Covert: Marty
- Peter Gallagher: Chuck Cedar
- Jared Harris: Mac McGrath
- Erick Avari: Cecil Anderson
- Peter Dante: Murph
- Conchata Ferrell: Jan
- Harve Presnell: Preston Blake
- Steve Buscemi: Crazy Eyes
- Blake Clark: Buddy Ward
- John McEnroe: ell mateix
- J.B. Smoove: Reuben
- Tom Mcnulty: l'home de la parca vermella

## Al voltant de la pel·lícula
- El rodatge s'ha desenvolupat de març a juny de 2001 al Bosc Nacional De San Bernardino, Carmel (Nova York), Los Angeles, New Milford i Nova York.
- La pel·lícula és una nova versió de El senyor Deeds va a la ciutat (Mr. Deeds Goes to Town), dirigida per Frank Capra el 1936.[4]
- A destacar, la curta aparició del director Steven Brill en el paper d'un violinista, així com la de l'actor Rob Schneider com a repartidor italià. Aquest últim tenia un paper recurrent en el Saturday Night Live amb Adam Sandler.

## Banda original
- Mile High, interpretada per Susan Sandberg
- You Don't Know How It Feels, interpretada per Tom Petty
- Someday, Someway, interpretada per Marshall Crenshaw
- My Best Friend's Girl, interpretada per The Cars
- In The Summertime, interpretada per Mungo Jerry
- For He's A Jolly Good Fellow, chant traditionnel
- Wrong Impression, interpretada per Natalie Imbruglia
- Space Oddity, interpretada per David Bowie
- Your Move, interpretada per Yes
- Island In The Sun, interpretada per Weezer
- Cheek To Cheek, interpretada per Louis Armstrong
- Goin' Out Of My Head, composta per Teddy Randazzo i Bobby Weinstein
- Quartet In B Flat, Opus 1. No 1 - La Chasse, composta per Joseph Haydn
- Sweetest Thing, interpretada per U2
- Falling, interpretada per Ben Kweller
- Soda Shop Queen, interpretada per Stuart Grusin
- Where Are You Going, interpretada per le Dave Matthews Band
- We've Only Just Begun, composta per Paul Williams i Roger Nichols
- Love Is Alive, interpretada per Gary Wright
- Sing, interpretada per Travis
- Let My Love Open The Door, interpretada per Pete Townshend
- Goin' Down To New York Town, interpretada per Counting Crows
- Happy In The Meantime, interpretada per Lit
- Friends & Family, interpretada per Trik Turner

## Premis i nominacions

### Premis
- Pel·lícula de l'estiu en els Teen Choice Awards el 2002.
- Millor cançó original per a Dave Matthews amb Where Are You Going, per l'American Society of Composers, Authors, and Publishers el 2003.
- Millor banda original en els BMI Film & TV Awards el 2003.

### Nominacions
- Millor actor per a Adam Sandler i millor actriu per a Winona Ryder en els Teen Choice Awards el 2002.
- Pitjor remake, pitjor actor per a Adam Sandler i pitjor actriu per a Winona Ryder en els premi Razzie 2002.
- Millor comèdia romàntica en els Mtv Movie Awards el 2003.